# Babalaxé
Babalaxé (em iorubá: baba ala aṣẹ) é o título dado ao ocupante mais alto posto hierárquico da casa. Se for um mulher, será Ialaxé.